# No Doubt (album)
No Doubt – debiutancki album grupy No Doubt. Podczas pracy nad albumem zespół eksperymentował z różnymi gatunkami muzycznymi, skupiając się głównie na trzeciofalowym ska z domieszką ska punku i Nowej Fali. Powstał on na mocy kontraktu z labelem Interscope Records – Trauma z 1991 roku. Członkowie zespołu wydali około 13 tysięcy dolarów na wyprodukowanie krążka. Album przeszedł bez echa na rynku muzycznym sprzedając się jedynie w 30 tysiącach egzemplarzy – w Stanach w tym czasie królował grunge z Nirvaną na czele. W związku z fatalnymi wynikami sprzedaży albumu wytwórnia zdecydowała nie finansować singla. Zespół z własnej kieszeni pokrył produkcję teledysku i wypuszczenia singla "Trapped In A Box" za sumę około 5 tysięcy dolarów. Nie odniósł on większego sukcesu – puszczony jedynie w lokalnym stacjach kablowych, nigdy nie został puszczony w MTV.

## Lista utworów
1. "BND" (0:45)
2. "Let's Get Back" (Dumont, Kanal, E. Stefani, G. Stefani) (4:11)
3. "Ache" (E. Stefani) (3:48)
4. "Get On The Ball" (E. Stefani, G. Stefani) (3:32)
5. "Move On" (Dumont, Kanal, E. Stefani, G. Stefani, Young) (3:55)
6. "Sad For Me" (E. Stefani, G. Stefani) (1:59)
7. "Doormat" (Kanal, E. Stefani, G. Stefani) (2:26)
8. "Big City Train" (Dumont, Kanal, E. Stefani, G. Stefani) (3:56)
9. "Trapped in a Box" (Dumont, Kanal, E. Stefani, G. Stefani) (3:24)
10. "Sometimes" (Dumont, Kanal, E. Stefani, G. Stefani) (4:29)
11. "Sinking" (E. Stefani) (3:20)
12. "A Little Something Refreshing" (1:18)
13. "Paulina" (E. Stefani, Gabriel "Papa Gallo" Gonzalez II, Chris Leal) (2:30)
14. "Brand New Day" (Kanal, E. Stefani) (3:15)